# Tarancón
Tarancón – gmina w Hiszpanii, w prowincji Cuenca, w Kastylii-La Mancha, o powierzchni 106,84 km². W 2011 roku gmina liczyła 16 081 mieszkańców.